# Drephalys
Drephalys es un género de lepidópteros ditrisios de la subfamilia Eudaminae  dentro de la familia Hesperiidae.

## Especies
| subgénero Drephalys - Drephalys eous - Drephalys helixus - Drephalys kidonoi - Drephalys alcmon - Drephalys heraclides - Drephalys miersi - Drephalys mourei - Drephalys olva - Drephalys olvina - Drephalys opifex - Drephalys phoenice - Drephalys phoenicoides | subgénero Paradrephalys - Drephalys dumeril - Drephalys croceus - Drephalys oria - Drephalys oriander - Drephalys talboti - Drephalys tortus |